# August Lebrecht Wilke
August Lebrecht Wilke (auch: Wilcken, Wilcke; * 17. Mai 1737 in Wurzen; † 4. Oktober 1781 in Zeitz) war ein deutscher Philologe und evangelischer Theologe.

## Leben
August Wilhelm Lebrecht Wilke wurde 1737 als Sohn des Wurzner Archidiakons Gottlob August Wilcke (1705–1762) und dessen Frau Johanna Eleonora (geb. Eckhardt) geboren. Er besuchte seit dem 14. April 1749 das kurfürstlich-sächsische Gymnasium St. Afra in Meißen. Dort erwarb er sich unter den Rektoren Theophilus Grabener und Johann Gottfried Höre die Hochschulreife. Nachdem er am 20. März 1755 die Bildungseinrichtung verlassen hatte, immatrikulierte er sich am 29. April 1755 an der Universität Wittenberg und wechselte 1756 an die Universität Leipzig. Zurückgekehrt nach Wittenberg, erwarb er am 17. Oktober 1757 den akademischen Grad eines Magisters der Philosophie, erhielt am 23. März 1758 die Vorleseerlaubnis für Hochschulen als Magister legens und war fortan als Privatdozent dort tätig.
Da er sich in jener Tätigkeit hervortat, nahm man ihn am 27. März 1759 als Adjunkt in die philosophische Fakultät auf. Besonders sein Hang zu den theologischen Wissenschaften führte ihn von der griechischen Philologie zur griechischen Sprache. Als er 1760 die Nachfolge von Georg Wilhelm Kirchmaier als Professor der griechischen Sprache antrat, erweiterte er das Lehrangebot, indem er noch stärker klassische Autoren und profane griechische Literatur berücksichtigte. 1772 folgte er einem Ruf als Oberpfarrer und Superintendent nach Herzberg (Elster) und wurde 1778 Schlossprediger und Stiftssuperintendent in Zeitz, was er bis zu seinem Lebensende blieb.

## Familie
Aus seiner am 22. Juni 1762 in Wittenberg geschlossenen Ehe mit Sophie Concordia, der Tochter des kursächsischen Oberförsters von Rothenhaus, Johann Anton Beyer, sind sieben Kinder bekannt. Seine Witwe heiratete 1791 den Bürger, Rad- und Stellmacher Johann Heinrich Wötzold. Von den Kindern weiß man:
- Magdalena Sophia (* 28. Oktober 1764 in Wittenberg) heiratete am 10. Oktober 1794 den Woll- und Leineweber in Zeitz Christian Friedrich Fincke,
- Friederica Wilhelmine Concordia (* 26. August 1766 in Wittenberg; † 15. Juli 1833 in Naumburg) heiratete Estomihi 1788 in Naumburg den Pfarrer der St. Moritzkirche in Naumburg Johann Gottlieb Röhrer (* 18. Juli 1756 in Zeitz; † 19. April 1842 in Naumburg),
- Rudolf Ernst August (* 10. Oktober 1768 in Wittenberg),
- Friederike Erdmuthe (*  8. April 1770 in Wittenberg) heiratete am 6. März 1791 in Naumburg den Vikar des Domamtes & Lehrer der Domschule St. Martin Naumburg Johann Christian Weineck,
- Charlotte Erdmuthe (* 20. Oktober 1771 in Wittenberg) heiratete Pfarrer in Gödern bei Altenburg Friedrich Leonhard Rothe,
- Juliane Christiane (* 8. September 1774 in Herzberg) heiratete 1793 den Unteroffizier des Feld-Artillerie-Corps Johann Benjamin Jahn,
- Christiane Henriette Wilhelmine (* 2. Mai 1776 in Herzberg) heiratete den Tuchmacher in Zeitz Christian August Priese.

## Werkauswahl
- Scriptorum divinorum e Longini excelsa disciplina expensum. (Resp. Johann Adam Pabst) Schlomach,  Wittenberg 1758. (Digitalisat)
- De solemni magistrorum promotione in Judaeorum academiis celebrata. (Resp. David Gothoer Aegidius Wilke) Schlomach, Wittenberg 1758. (Digitalisat)
- De Satyricis Romanis Commentatoribus Optimis In Partem Extremam Primi Capitis Epistolae Pauli Ad Romanos Dissertatio I. Wittenberg 1762. ([Digitalisat])
- Vindiciae psalmi octavi. Dürr, Wittenberg 1766. (Digitalisat)
- De regundis finibus coniecturae criticae in textu hebraico V. T. Dürr, Wittenberg 1767. (Digitalisat)
- Dissertatio critico-philologica de genere docendi kat ̕oikonomian quod Paulo Apostolo attribuitur. (Resp. Johann Anton Traugott Treusch) Dürr,  Wittenberg 1771. (Digitalisat)